# Cépet
 Cépet  là một xã thuộc tỉnh Haute-Garonne trong vùng Occitanie ở tây nam nước Pháp. Xã nằm ở khu vực có độ cao trung bình 118 mét trên mực nước biển.

## Đài tưởng niệm

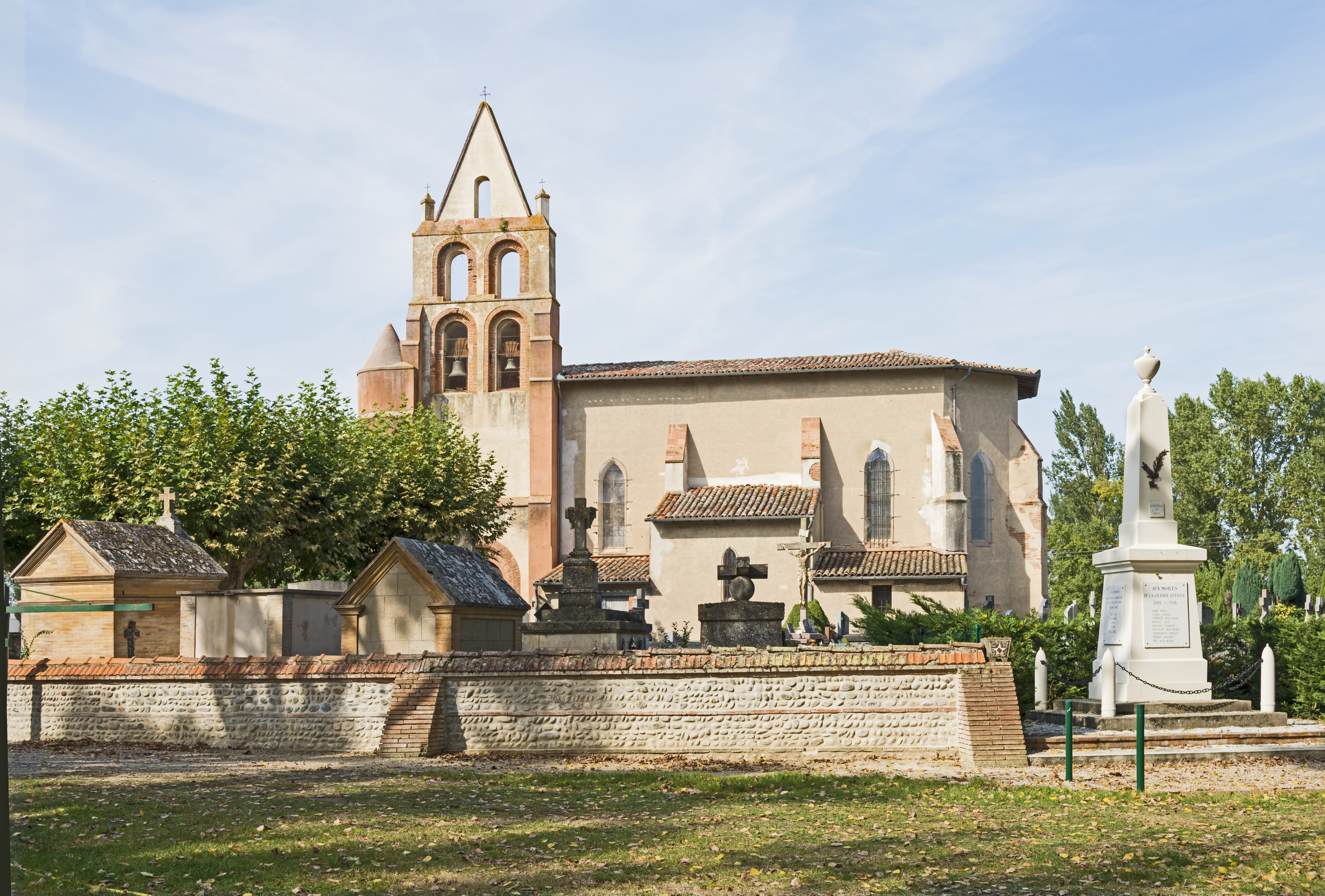